# Trenuri cu prioritate
Trenuri cu prioritate (în cehă Ostře sledované vlaky) este un roman al scriitorului Bohumil Hrabal. A fost publicat prima dată în 1965. Este un roman scurt (120 de pagini, ediția originală) care are loc în timpul ocupației naziste a Cehoslovaciei, într-o mică stație provincială. În limba română, romanul a fost tradus de Corneliu Barborică și publicat de Editura Art în februarie 2013.

## Ecranizare
Romanul a fost ecranizat în 1966 ca Trenuri bine păzite sau Trenuri strict supravegheate de către regizorul ceh Jiří Menzel. Distribuit în afara Cehoslovaciei în cursul anului 1967, a obținut Premiul Oscar pentru cel mai bun film străin la cea de-a 40-a ediție a Premiilor Academiei Americane de Film din 1968.